# André Duchesne
André Duchesne, o Du Chesne, latinizzato in Andreas Chesneus, Andreas Quercetanus, o Andreas Querneus (L'Île-Bouchard, maggio 1584 – Parigi, 30 maggio 1640), è stato uno storico e geografo francese.

## Biografia
È generalmente considerato il padre della storia francese. Compì i suoi studi prima a Loudun e poi a Parigi. Molto presto si dedicò alla ricerca storica e geografica, e il suo primo lavoro, Egregiarum seu selectarum lectionum et antiquitatum liber, pubblicato a soli diciassette anni di età, dimostra la sua grande erudizione.
Anche grazie al sostegno del Cardinale Richelieu, originario della sua stessa regione, venne nominato storico e geografo ufficiale del Re di Francia. Si fece costruire un palazzo privato a Parigi al numero 27 di rue Saint-André-des-Arts.
Morì nel 1640 schiacciato da un carro mentre stava partendo da Parigi per recarsi nella sua casa di campagna a Verrières e fu sepolto nella chiesa di Saint-André-des-Arts.

## Pubblicazioni

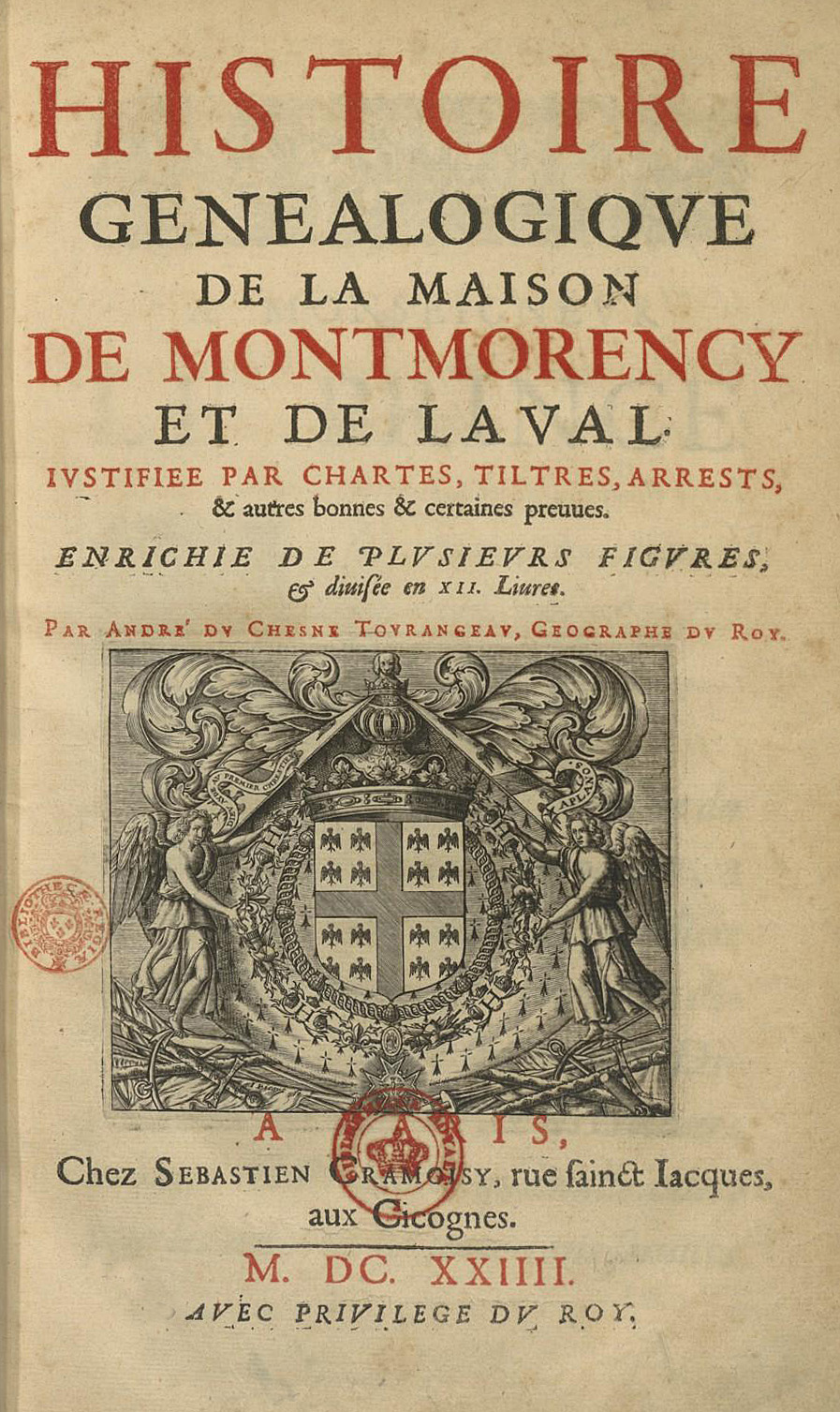
André Duchesne, Histoire généalogique de la maison de Montmorency et de Laval (1624)

I lavori lasciati da Duchesne furono vari e numerosi, e in aggiunta a quanto pubblicato ha lasciato più di 100 volumi in-folio di note manoscritte oggi conservati presso la Biblioteca nazionale di Francia.
Molte delle ricerche più importanti furono continuate dal suo unico figlio François (1616-1693), che gli successe nella carica di storiografo ufficiale del Re di Francia.
André Duchesne ha lasciato molte opere di grande valore ed importanza storica; tra le sue principali ricordiamo:
- Les Antiquités et recherches de la grandeur et majesté des rois de France (Parigi, 1609) ;
- Les Antiquités et recherches des villes, châteaux, &c., de toute la France (Parigi, 1609) ;
- Histoire d'Angleterre, d'Écosse, et d'Irlande (Paris, 1614) ;
- Bibliothèque des auteurs qui ont écrit l'histoire et la topographie de la France, 1618;
- Histoire des Papes jusqu'à Paul V (Parigi, 1619) ;
- Histoire des rois, ducs, et comtes de Bourgogne (1619-1628, 2 volumi fol.) ;
- Grande Histoire de la Maison de Vergy, (Parigi, 1625) ;
- Historiae Normanorum scriptores antiqui (1619, fol., ad oggi l'unica fonte rimasta per alcuni testi);
- Histoire de la Maison de Chastillon sur Marne, Parigi, 1621;
- Historiae Francorum scriptores (5 volumi fol., 1636-1649).

Quest'ultimo lavoro doveva constare di 24 volumi e contenere le fonti narrative per la storia della Francia medioevale; solo due volumi furono pubblicati dall'autore, suo figlio François ne pubblicò altri tre e l'opera nel suo complesso rimase incompiuta.
Inoltre Duchesne compose un gran numero di storie genealogiche di famiglie illustri, tra le più importanti il Casato di Montmorency.
Le Histoire des cardinaux français (2 volumi. 101. 1660-1666) e le Histoire des chanceliers et gardes des sceaux de France (1630) furono pubblicate postume dal figlio François.
Ricordiamo inoltre:
- Le Opere di Pietro Abelardo, 1616
- Le Opere d'Alain Chartier, 1617
- Le Opere d'Étienne Pasquier, 1619
- L'opera di Alcuino di York, e numerosi manoscritti.

Aveva poi tradotto Giovenale, in gioventù, nel 1606.